# Iveco Turbostar
Iveco TurboStar — важкі вантажівки для перевезення вантажів на великі відстані італійської компанії Iveco. Виробництво моделі почалося в 1984 році і тривало до 1993 року. Автомобілі пропонуються у вигляді шасі або сідлових тягачів з колісною формулою 4x2 або 6x2.
Відмінними рисами TurboStar стали нові двигуни Turbo-Aftercooler об'ємом 13,8 літра, 6-циліндровий двигун 8210 потужністю 330 к.с. і восьмициліндровий V-подібний турбо двигун 8280 об'ємом 17,2 літра і потужністю 420 к.с. який розганяв завантажене авто до 160 км/год ,авто з цим двигуном було найшвидшим серійним в Європі.  Вища і комфортабельніша кабіна з модернізованою системою підвіски.
Вироблено приблизно 300 000 одиниць.

## Модифікації
- 190-33/190-33T (1984-1987): двигун Iveco 8210.22S 6-циліндровий 13 798 см3 розвиває 330 к.с. при 1900 об/хв.
- 190-42/190-42T (1984-1989): двигун Iveco 8280.42 8-циліндровий 17 174 см3 розвиває 420 к.с. при 1800 об/хв. Доступний з конфігурацією 4X2. Більшість 190-42 були перероблені власниками в 6x2.
- 190-36/190-36T/240-36 (1987-1992): двигун Iveco 8210.42 6-циліндровий такий же, як 190-33, але більш потужний. Він розвиває потужність в 360 к.с. при 1800 об/хв. Існує також ряд 240-36 з 3-ю електронною віссю. З 1990, 190-36 двигун розвиває 377 к.с. замість 360.
- 190-48/190-48T/240-48 (1989-1993): двигун Iveco 8280.42S 8-циліндровий 17 174 см3 розвиває 476 к.с. при 1800 об/хв. Має версію з 3-ю електронною віссю.